# Kanton Laguiole
Kanton Laguiole (francouzsky Canton de Laguiole) je francouzský kanton v departementu Aveyron v regionu Midi-Pyrénées. Tvoří ho pět obcí.

## Obce kantonu
- Cassuéjouls
- Curières
- Laguiole
- Montpeyroux
- Soulages-Bonneval